# Луїза Бертен
Луїза Бертен (фр. Louise-Angélique Bertin; 15 лютого 1805, Рош, Ессонн — 26 квітня 1877, Париж) — французька композиторка та поетеса. Дружила з Віктором Гюго.

## Біографія
Дочка Луї-Франсуа Бертена — головного редактора газети Journal des débats (пізніше газету очолив Арман Бертен — брат Луїзи).
Спочатку Луїза присвятила себе живопису, пізніше — музиці. Навчалася музичному мистецтву у Ф. Ж. Феті. У 1827 році поставила на сцені театру Фейдо невелику комічну оперу «Le Loup garou» («Перевертень»), схвально прийняту публікою. Інша її опера, «Фауст» (Fausto, 1831), також відрізнялася оригінальністю. Пізніший твір Бертен — опера «Esmeralda», лібрето якої написав її друг Віктор Гюго, а прем'єрою диригував Гектор Берліоз, була сприйнята французькою публікою Великої Опери досить прохолодно.
У 1842 році Бертен видала збірку віршів під назвою: «Les Glanes» («Колосся»), яка була удостоєна премії Французької академії.

## Творчість
Авторка двох книг віршів:
- «Колосся» (1842, премія Французької Академії),
- «Нове колосся» (1876);

Також Луїза була авторкою кантат, камерних симфоній, струнних квартетів і тріо, вокальних та інструментальних творів (у тому числі — шести балад для фортепіано), чотирьох опер тощо.

## Опери
- «Гай Меннерінг» (1825) — за однойменним романом Вальтера Скотта;
- «Перевертень» (1827) — комічна опера;
- «Фауст» (1831) — за однойменною трагедією Гете;
- «Есмеральда» (1836) — з лібрето Віктора Гюго за його романом «Собор Паризької Богоматері».